# Star Trek: Insurrection
Star Trek: Insurrection é um filme estadunidense de 1998, o nono longa-metragem da franquia Star Trek e o terceiro a ser estrelado pelo elenco da série de televisão Star Trek: The Next Generation. Ele foi dirigido pelo ator Jonathan Frakes e escrito por Michael Piller. Além do elenco principal da série, F. Murray Abraham, Donna Murphy e Anthony Zerbe aparecem em papéis de destaque. No enredo, a tripulação da USS Enterprise-E rebela-se contra a Frota Estelar depois de descobrir que existe uma conspiração com uma espécie chamada son'a para roubar o planeta da pacífica espécie ba'ku.
Após Star Trek: First Contact, a Paramount Pictures queria mudar o tom do filme. O estúdio pediu para Piller escrever o roteiro, que foi criado a partir de ideias concebidas por ele e o produtor Rick Berman. Os primeiros rascunhos da história tinham a presença dos romulanos, com os son'a e os ba'ku sendo introduzidos no terceiro rascunho. Depois do roteiro ter sido revisado por Ira Steven Behr, Piller adicionou um subenredo envolvendo um interesse romântico para o Capitão Jean-Luc Picard. Depois de exibições teste, o final também foi revisado.
Os efeitos de espaço foram criados usando-se apenas computação gráfica, a primeira ocasião em Star Trek. O vilarejo dos ba'ku foi construído em locação no Lago Sherwood, Califórnia, porém foi danificado pelo clima. Outros cenários foram modificações ou reutilizações daqueles usados nas séries Star Trek: Deep Space Nine e Star Trek: Voyager. A maquiagem dos alienígenas foi criada por Michael Westmore, enquanto Robert Blackburn desenhou novos trajes de gala para a Frota Estelar. Sanja Milkovic Hays criou os figurinos dos ba'ku a partir de fibras de celulose, que foram aquecidas e coladas juntas. Jerry Goldsmith compôs a trilha sonora, sua quarta para a série.
Insurrection foi o filme de maior bilheteria em seu fim de semana de estreia, arrecadando 22.4 milhões de dólares. O filme arrecadou US$ 70.1 milhões nos Estados Unidos e US$ 42.4 milhões em outros territórios, chegando a um total mundial de 112.5 milhões de dólares. A resposta da crítica foi mista, com muitos elogios indo para a interpretação de Patrick Stewart e para a direção de Jonathan Frakes, mas foi criticado por ser muito à moda antiga e meramente um episódio estendido de The Next Generation.

## Enredo
Enquanto observava os pacíficos ba'ku em seu planeta, o Tenente-Comandante Data parece estar com defeito, revelando a presença secreta de uma força tarefa da Federação e dos son'a para os ba'ku. O Almirante Matthew Dougherty pedia ajuda a nave estelar USS Enterprise-E para capturar e desativar Data. Depois de pará-lo, o capitão da Enterprise, Jean-Luc Picard, começa a suspeitar da insistência de Dougherty de que a Enterprise não era mais necessária e que eles deviam partir, então sua tripulação começa a investigar as causas do defeito de Data. Eles descobrem que os ba'ku são tecnologicamente avançados porém optaram por viver em harmônia com a natureza. Devido a radiação única das "partículas metafísicas" dos anéis do planeta, eles são essencialmente imortais. A tripulação da Enterprise começa a experimentar os efeitos rejuvenescedores do planeta; Geordi La Forge descobre que seus olhos foram regenerados, e que ele não necessita mais de implantes, William Riker e Deanna Troi reacendem sua relação amorosa a muito abandonada, e Picard desenvolve uma relação romântica com uma mulher ba'ku chamada Anij.
Picard e sua tripulação descobrem uma camuflada nave da Federação contendo uma gigante recriação da vila Ba'ku em holodeque; o defeito de Data se deu por um ataque Son'a quando ele descobriu a nave anteriormente. Confrontando Daugherty com sua descoberta, Picard descobre que oficiais da Federação e os Son'a planejam realocar os ba'ku na nave enquanto eles coletam a radiação do planeta para pesquisa, destruindo o planeta no processo. Daugherty ordena que a Enterprise parta, porém Picard diz a Riker para deixar que toda a Federação saiba o que está ocorrendo enquanto ele e outros são transportados para o planeta para evacuar os ba'ku.
Os son'a enviam sondas robóticas para marcar e transportar os ba'ku, enquanto o líder son'a, Ahdar Ru'afo, convence Dougherty a permitir que duas de suas naves ataquem a Enterprise. Riker e La Forge conseguem sobreviver ao ataque e escapam. Com seus planos expostos, Ru'afo insiste que eles devem começar a coleta da radiação imediatamente, quando Picard faz uma revelação: os ba'ku e os son'a são a mesma espécie. Os Son'a são uma facção dissidente dos ba'ku que anteriormente tentaram assumir o controle da colônia, eles foram exilados para perecerem lentamente e passaram um século tentando (sem sucesso) preservar suas vidas. Essas tentativas explicam suas aparências alteradas e suas intenções de coletar a radiação. Dougherty é morto quando ele se recusa a permitir que o esquema de Ru'afo prossiga.
Picard, Anij e vários outros ba'ku são transportados para uma nave son'a. Depois de convercer o braço direito de Ru'afo, Gallatin, a ajudá-los, Picard cria um estratagema para transportar Ru'afo e os son'a para a holonave, adiando o destrutivo processo de coleta. Ru'afo descobre o truque e se transporta para o Coletor para iniciá-lo manualmente. Picard o segue e consegue ativar a auto-destruição, destruindo o Coletor e matando Ru'afo. Os son'a sobreviventes são acolhidos de volta pelos ba'ku, que perdoam suas ações; Picard arranja um encontro entre Gallatin e sua mãe. A tripulação da Enterprise permanece um pouco no planeta para aproveitar seus rejuvenecimentos antes de partir para sua próxima missão.

## Elenco
- Patrick Stewart como Capitão Jean-Luc Picard, o oficial comandante da USS Enterprise-E. Stewart achou que Star Trek Generations, o primeiro filme de Star Trek: The Next Generation, era muito parecido com um episódio de televisão. Entretanto, ele achou que Picard foi redefinido como "heroi de ação" em Star Trek: First Contact. O ator ficou preocupado que o novo filme levaria o personagem de volta para o que havia sido visto na série.[2] Stewart posteriormente ficou feliz com um subenredo romântico apresentado no filme, afirmando que era "encantador" e que ele próprio estava gostando muito. Ele achou que Insurrection tinha um tom mais leve que os filmes anteriores: "ele mostra nossa tripulação se divertindo muito mais do que normalmente é mostrado".[3] Stewart ficou desapontado que uma cena mostrando Picard e Anij se beijando foi cortada do filme,[4] dizendo "Foi uma decisão do estúdio, mas ainda é um pouco inexplicável para mim já que penso que o público estava esperando algum tipo de culminação romântica para a relação, que aconteceu e foi muito agradável".[5] Stewart também foi creditado como produtor associado.[6]
- Jonathan Frakes como Comandante William T. Riker, o primeiro oficial da Enterprise. Frakes apareceu como Riker e, assim como em First Contact, também dirigiu o filme.[7]
- Brent Spiner como Tenenete-Comandante Data, o segundo oficial da Enterprise. Spiner pediu para seu personagem ser morto em Insurrection porque ele estava preocupado em estar ficando muito velho para interpretar o papel. Sua cópia do roteiro veio com um bilhete da equipe de produção com os dizeres, "Desculpa, te matamos depois".[8] Data foi morto no filme seguinte, Star Trek Nemesis.[9] A cena subaquática precisou que o ator usasse mais maquiagem que o normal, já que ela precisava ser à prova d'água.[5]
- LeVar Burton como Tenente-Comandante Geordi La Forge, o engenheiro chefe da Enterprise. Um mês antes da estreia da Insurrection, ele também apareceu em Star Trek: Voyager.[10]
- Michael Dorn como Tenente-Comandante Worf, o oficial de operações da estação espacial Deep Space Nine. Dorn estava interpretando o personagem na série Star Trek: Deep Space Nine desde 1995.[11] Diferentemente de First Contact, não houve nenhuma tentativa para explicar sua presença abordo da Enterprise.[12]
- Gates McFadden como Dra. Beverly Crusher, a oficial médica chefe da Enterprise. McFadden comentou que "Gravar Star Trek e ser paga para fazer isso é maravilhoso. Mas o que realmente mais mudou minha vida foi viajar e ... ser uma pequena parte desta enorme mitologia que mudou a vida de pessoas, em muitos casos para melhor".[13]
- Marina Sirtis como Conselheira Deanna Troi
- F. Murray Abraham como Ad'har Ru'afo
- Donna Murphy como Anij
- Anthony Zerbe como Almirante Dougherty
- Stephanie Niznik como Alferes Kell Perim
- Danie Hugh Kelly como Sojef
- Gregg Henry como Gallatin
- Michael Welch como Artim
- Michael Horton como Tenente Daniels

## Produção

### Desenvolvimento
No começo de 1998, a pré-produção de Star Trek: Insurrection começou com desenhos conceituais e de cenários sendo gerados pelo diretor de arte Herman Zimmerman e pelo ilustrador John Eaves. Jonathan Frakes, além de atuar como Comandante Riker, voltou para dirigir o filme depois de seu trabalho em Star Trek: First Contact. Patrick Stewart também serviu como produtor associado. Com a Industrial Light & Magic ocupada criando os efeitos de Star Wars Episode I: The Phantom Menace, Frakes e a equipe de produção tiveram de procurar uma nova companhia de efeitos visuais pela primeira vez desde Star Trek V: The Final Frontier. Dividindo o trabalho, a Blue Sky Studios e a Santa Barbara Studios foram contratadas para contribuir com quase todos os efeitos digitais, com o trabalho em miniaturas limitado a explosão do Coletor Son'a.

### Música
Star Trek: Insurrection foi o quarto trabalho do compositor Jerry Goldsmith na franquia. Goldsmith continuou a usar sua marcha e seu tema klingon criados para Star Trek: The Motion Picture em 1979, com a adição de novos temas e variações. Insurrection abre com o tema clássico de Alexander Courage para Star Trek: The Original Series, adicionando um tema de seis notas usado em muitas das sequências de ação do filme. Os Ba'ku são pontuados por um tema pastoral, harpas em repetição, seções de cordas e solos de flautas. A habilidade dos Ba'ku de diminuir a velocidade do tempo usa uma variação dessa música.
Goldsmith abordou as sequências com as naves estelares com rápidos estouros de metais. Enquanto os observadores estão olhando os Ba'ku camuflados, Goldsmith usa um "tema de espionagem" que têm semelhanças com seu tema de conspiração para o filme Capricorn One. Composto para um piano, percussão de tímpano e metais, o tema se constrói até ser interrompido pelo tema de ação quando Data abre fogo. Goldsmith não escreveu um tema para os Son'a, escolhendo compor as músicas para as sequências de ação sem designar os Son'a como antagonistas (sugerindo a revelação do filme de que eles e os Ba'ku são relacionados). O clímax do filme possui uma música com material de ação, balanceado com um de "senso de admiração", similar a trechos da trilha de The Motion Picture.

## Recepção

### Bilheteria
Star Trek: Insurrection arrecadou US$ 70.187.658 nos Estados Unidos, com um total mundial de US$ 112.587.658.

### Crítica
Star Trek: Insurrection recebeu críticas mistas em seu lançamento. No site Rotten Tomatoes o filme possui um índice de aprovação de 55%, baseado em 65 resenhas, com uma nota média de 5,8/10. O consenso é "Apesar de não ser terrível, o ritmo vagaroso de Insurrection atua como um episódio estendido da série de TV". No agregador Metacritic, o filme possui um Índice de 64/100, baseado em 19 resenhas, indicando "críticas geralmente favoráveis".